# Registro vocale
Un registro vocale è una gamma di toni nella voce umana prodotta da un particolare modello vibratorio delle corde vocali. Questi registri includono la voce modale (o voce normale), la laringalizzazione, il falsetto e il registro di fischio. I registri hanno origine dalla funzione laringea. Si verificano perché le corde vocali sono in grado di produrre diversi modelli vibratori. Ciascuno di questi modelli vibratori appare all'interno di un particolare intervallo di frequenze (pitch) e produce certi suoni caratteristici.
In logopedia, il registro vocale ha tre componenti: un certo schema vibratorio delle corde vocali, una certa serie di frequenze (toni) e un certo tipo di suono. Sebbene questa visione sia adottata anche da molti pedagogisti vocali, altri usano una formalizzazione vocale più sciolta che nelle scienze, usando il termine per indicare varie teorie su come la voce umana cambia, sia soggettivamente che oggettivamente, mentre si muove attraverso la sua gamma di tonalità. Ci sono molte teorie divergenti sui registri vocali all'interno della pedagogia vocale, rendendo l'uso del termine un po' confuso e talvolta controverso nel campo del canto. I pedagogisti vocali possono usare il termine registro vocale per riferirsi a uno dei seguenti:

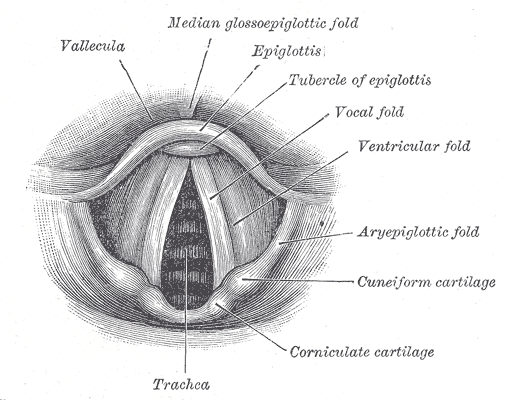
Anatomia della laringe e delle corde vocali.

- Una parte particolare della gamma vocale come i registri superiore, medio o inferiore.
- Un'area di risonanza come voce di petto o voce di testa
- Un processo fonatorio
- Un certo timbro vocale
- Una regione della voce che è definita o delimitata da interruzioni vocali.

Manuel Garcia II (1805-1906) fu tra i primi a sviluppare una definizione scientifica di registro, una definizione che è ancora usata dai pedagoghi e dagli insegnanti di canto oggi « Par le mot registre, nous entendons une série de sons consécutifs et homogènes allant du grave à l'aigu, produits par le développement du même principe mécanique et dont la nature diffère essentiellement d'une autre série de sons également consécutifs et homogènes produits par un autre principe mécanique. Tous les sons appartenant au mème registre sont par conséquent de la même nature, quelles que soient d'ailleurs les modifications de timbre ou de force qu'on leur fasse subir »
Un'altra definizione da prendere in considerazione è quella di Clifton Ware. "Una serie di toni vocali distinti, consecutivi, omogenei che possono essere mantenuti in tonalità e volume in un determinato intervallo". Un registro consiste delle qualità omogenee di tono prodotte dallo stesso sistema meccanico mentre la registrazione (registration) è il processo di utilizzo e combinazione dei registri per ottenere il canto artistico. Ad esempio: un cantante esperto si muove agevolmente nella loro gamma e dinamica, in modo da non essere a conoscenza delle modifiche al registro. Questo processo potrebbe essere descritto come registrazione buona o pulita. Il termine "registro" ebbe origine nel XVI secolo. Prima di allora si è riconosciuto che c'erano diverse "voci". Mentre gli insegnanti iniziarono a notare quanto fossero diversi gli intervalli su entrambi i limiti dei passaggi o delle interruzioni nella voce, furono confrontati con diversi gruppi di canne in un organo. Questi gruppi di canne erano chiamati registri, quindi lo stesso termine era adottato per le voci.

## Numero
I registri vocali derivano da diversi pattern vibratori prodotti dalle corde vocali. Ricerche condotte da logopedisti e alcuni pedagogisti hanno rivelato che le corde vocali sono in grado di produrre almeno quattro distinte forme vibratorie, sebbene non tutte le persone possano produrle tutte. La prima di queste forme vibratorie è conosciuta come voce naturale o normale; un altro nome è la voce modale, un termine attualmente ampiamente usato sia nelle patologie del linguaggio che nelle pubblicazioni di pedagogia vocale. In questo uso, modale si riferisce alla disposizione naturale o al modo di agire delle corde vocali. Le altre tre forme vibratorie sono conosciute come registro laringeo (fry), falsetto e fischio. Ognuno di questi quattro registri ha il proprio schema vibratorio, la propria area di intonazione (anche se c'è qualche sovrapposizione) e il proprio suono caratteristico. In ordine di aree di intonazione coperte, il fry è il registro più basso, la voce modale è successiva, poi il falsetto e infine il registro di fischio .
Mentre i logopedisti e gli studiosi di fonetica dividono coerentemente la voce in questi quattro registri, i pedagogisti vocali sono divisi su questo tema. L'uso indiscriminato della parola registro ha causato molta confusione e controversie sul numero di registri nella voce umana all'interno dei circoli di logopedia. Questa controversia non esiste all'interno della patologia del linguaggio e delle altre scienze, perché i registri vocali sono visti da un punto di vista puramente fisiologico che riguarda la funzione laringea. Vari scrittori interessati all'arte del canto affermano che ci sono ovunque da uno a sette registri presenti. La diversità di opinioni è piuttosto ampia e non c'è consenso o punto di vista unico.
La pratica prevalente nell'ambito della pedagogia vocale è quella di dividere voci maschili e femminili in tre registri. Le voci maschili sono denominate "petto", "testa" e "falsetto" e le voci femminili sono "petto", "medio" e "testa". Questo modo di classificare i registri, tuttavia, non è universalmente accettato. Molti pedagogisti vocali incolpano parzialmente questa confusione sull'uso scorretto dei termini "registro pettorale" e "registro di testa". Questi professionisti sostengono che, dal momento che tutti i registri hanno origine nella funzione laringea, non ha senso parlare di registri prodotti nel torace o nella testa. Le sensazioni vibratorie che si avvertono in queste aree sono fenomeni di risonanza e dovrebbero essere descritte in termini relativi alla risonanza, non ai registri. Questi pedagogisti vocali preferiscono i termini "voce di petto" e "voce di testa" al termine registro. Molti dei problemi descritti come problemi di registro sono in realtà problemi di regolazione della risonanza. Questo aiuta a spiegare la molteplicità dei registri che alcuni pedagogisti vocali sostengono. Per maggiori informazioni sulla risonanza, vedi risonanza vocale.
La confusione che esiste riguardo alla definizione e al numero di registri è dovuta in parte a ciò che avviene nel registro modale quando una persona canta dalle altezze più basse di quel registro ai toni più alti. La frequenza di vibrazione delle corde vocali è determinata dalla loro lunghezza, tensione e massa. Quando il tono sale, le corde vocali si allungano, la tensione aumenta e il loro spessore diminuisce. In altre parole, tutti e tre questi fattori sono in uno stato di flusso nella transizione dai toni più bassi a quelli più alti.
Se un cantante mantiene costante uno qualsiasi di questi fattori e interferisce con il loro stato progressivo di cambiamento, la sua funzione laringea tende a diventare statica e alla fine si verificano delle interruzioni, con evidenti cambiamenti nella qualità del tono. Queste interruzioni sono spesso identificate come limiti di registro o come aree di transizione tra registri. Il distinto cambiamento o interruzione tra registri è chiamato passaggio o ponticello. I pedagogisti vocali insegnano che, con lo studio, un cantante può muoversi senza sforzo da un registro all'altro con un tono semplice e coerente. I registri possono anche sovrapporsi mentre si canta. Gli insegnanti che preferiscono la teoria della "fusione dei registri" di solito aiutano gli studenti attraverso il "passaggio" da un registro all'altro (dove la voce cambia).
Tuttavia, molti pedagogisti non sono d'accordo con questa distinzione di limiti, e incolpano tali interruzioni su problemi vocali che sono stati creati da una regolazione laringea statica che non consente di effettuare i cambiamenti necessari. Questa differenza di opinioni ha influenzato le diverse visioni sulla registrazione vocale.

## Registro laringeo (fry)
Il registro laringeo è il registro vocale più basso e viene prodotto attraverso una chiusura glottale sciolta che consente all'aria di attraversarla con un suono scoppiettante o vibrante di frequenza molto bassa. L'uso principale del fry nel canto consiste nell'ottenere tonalità di frequenza molto bassa che non sono disponibili nella voce modale. Questo registro può essere usato terapeuticamente per migliorare la parte inferiore del registro modale. Questo registro non è usato spesso nel canto, ma pezzi di quartetto maschile, e certi stili di musica popolare per uomini e donne sono noti per farlo. Il cantante americano Tim Storms detiene il record mondiale per la nota di frequenza più bassa mai prodotta da un umano, un G -7, che è solo 0,189 Hz, non udibile dall'orecchio umano.

## Registro modale
La voce modale è il registro usato nella conversazione normale, per parlare e cantare. Un cantante o un oratore ben addestrato può fonare due ottave o più nel registro modale con produzione coerente, varietà dinamica e libertà vocale. Ciò è possibile solo se il cantante o il relatore evita le regolazioni laringee statiche e consente alla progressione dal basso verso l'alto del registro di essere un continuum attentamente calibrato di riaggiustamenti.

## Falsetto
Il falsetto si trova sopra il registro vocale modale e si sovrappone al registro modale di circa un'ottava. Il suono caratteristico del falsetto è simile al flauto con pochi armonici presenti. Sia i cantanti uomini sia le donne possono fonare nel registro falsetto. La differenza essenziale tra il registro modale e falsetto è nella quantità e nel tipo di coinvolgimento delle corde vocali. La voce in falsetto è prodotta dalla vibrazione dei bordi legamentosi delle corde vocali, in tutto o in parte, mentre il corpo principale delle corde è più o meno rilassato. Al contrario, la voce modale coinvolge l'intera corda vocale con la glottide che si apre dal basso verso l'alto. La voce in falsetto è anche più limitata nella variazione dinamica e nella qualità del tono rispetto alla voce modale.

## Registro di fischio
Il registro di fischio è il registro più alto della voce umana. Il registro di fischio è così chiamato perché il timbro delle note prodotte da questo registro è simile a quello di un fischietto o delle note superiori di un flauto, mentre il registro modale tende ad avere un timbro più caldo, meno acuto. Con un adeguato allenamento vocale, è possibile per la maggior parte delle donne e alcuni uomini sviluppare questa parte della voce.